# Władysława Magiera
Władysława Magiera (ur. 1955 w Rybniku) – historyczka oraz przewodniczka beskidzka, autorka m.in. trzytomowej serii pt. Cieszyński Szlak Kobiet.

## Życiorys
Jej ojciec pochodził z Zaolzia, z Suchej Górnej. Po II wojnie światowej przeprowadził się z żoną do Hażlacha, gdzie Władysława ukończyła szkołę podstawową. Jest absolwentką Uniwersytetu Śląskiego na kierunku historia. Pracowała w Instytucie Historii UŚ, a później jako nauczycielka w Zespole Szkół Rolniczo-Technicznych w Cieszynie. Mieszka w Cieszynie.
Jest aktywna w zarządzie głównym Macierzy Ziemi Cieszyńskiej, w Polskim Towarzystwie Turystyczno-Krajoznawczym (koło Przewodników Beskidzkich i Terenowych w Cieszynie), Stowarzyszeniu Uniwersytet Trzeciego Wieku w Cieszynie i (jako wiceprezydentka) Międzynarodowej Organizacji Soroptimist International Klub w Cieszynie, Polskim Związku Kulturalno-Oświatowym w Republice Czeskiej. Należała do Stowarzyszenia Klub Kobiet Kreatywnych w Cieszynie. W 2010 zainicjowała współpracę z Kongresem Polaków w Republice Czeskiej. Od 1978 należy do Związku Nauczycielstwa Polskiego. Była m.in. przewodniczącą koła. Po przejściu na emeryturę jest członkinią sekcji emerytów i rencistów w oddziale cieszyńskim.
Jest autorką turystycznego szlaku po obu stronach rzeki Olzy (Cieszyński Szlak Kobiet) i jedną z inicjatorek utworzenia Uliczki Cieszyńskich Kobiet oraz tablic informacyjnych w Cieszynie poświęconych kobietom. Opublikowała książki biograficzne o kobietach Śląska Cieszyńskiego i artykuły dotyczące postaci związanych z Ziemią Cieszyńską. Regularnie publikuje w lokalnej prasie i na internetowych lokalnych portalach. Odbyła szereg spotkań popularyzujących lokalną historię (szczególnie herstorię) Śląska Cieszyńskiego, także w Czechach. Zainicjowała przygotowany przez Telewizję Polską film dokumentalny Uliczka cieszyńskich kobiet. Na stałe współpracuje z Radiem Katowice (audycje „U Polaków za Olzą” i „Czy to prawda, że...”) oraz z polską redakcją Czeskiego Radia Ostrawa. Jest autorką wystaw plenerowych o śląskich kobietach (np. w 2018 Obywatelki. Kobiety Śląska Cieszyńskiego dla Niepodległej, w 2019 100 kobiet na 100-lecie Niepodległej). Kultywuje tradycje lokalne (m.in. kulinarne i językowe), popularyzuje strój cieszyński. Jest członkinią jury konkursów wiedzy o regionie organizowanych dla młodzieży w polskich i czeskim Cieszynie, sama też uczestniczyła w konkursach, np. w 2016 w III Ogólnopolskim Konkursie Krasomówczym o tytuł „Przewodnik – Krasomówcy”, w którym zajęła IV miejsce. Brała udział w ponownym wydaniu bestsellerowej książki kucharskiej Kuchnia Śląska Cieszyńskiego, czyli wybór przepisów Emilii Kołder. Sukcesem zakończyły się jej działania, by Kongres Polaków w Republice Czeskiej ogłosił rok 2012 rokiem Józefa Kiedronia. Przygotowała poświęconą mu broszurę, poza tym zainicjowała zbiórkę publiczną, dzięki której w Cieszynie w 2011 odsłonięto tablicę upamiętniającą Zofię Kirkor-Kiedroniową i jej męża. Wraz z Kongresem Polaków zorganizowała sesję naukową poświęconą Kiedroniowi. W 2012 z inicjatywy Magiery na ścianie Muzeum im. Marii Skalickiej w Ustroniu pojawiła się tablica informująca o patronce placówki. W 2017 Magiera była członkinią komitetu obchodów 100-lecia odzyskania niepodległości w Cieszynie.  
Jest mężatką, ma jednego syna.

## Wyróżnienia i odznaczenia
W 2017 jako jedna z 5 kobiet była nominowana w plebiscycie Kobieta Oryginalna Śląska Cieszyńskiego.
Otrzymała Laur Srebrnej Cieszynianki Miasta Cieszyna oraz Odznakę Honorową za Zasługi dla Województwa Śląskiego. W 2018 została wyróżniona Złotą Odznaką Macierzy Ziemi Cieszyńskiej. W Święto Reformacji 2022 diecezja katowicka Kościoła Ewangelicko-Augsburskiego przyznała jej nagrodę Śląskich Szmaragdów.

## Twórczość

### Wybrane publikacje książkowe
- Cieszyński szlak kobiet, t. 1, Czeski Cieszyn 2010;
- Cieszyński szlak kobiet, t. 2, Czeski Cieszyn 2011;
- Sierota ministrem. Inżynier Józef Kiedroń 1879–1932, Czeski Cieszyn 2011
- Cieszyński szlak kobiet, t. 3, Cieszyn 2012;
- Bank Spółdzielczy w Cieszynie 1873–2013. Historia i współczesność, Cieszyn 2013 (wraz z Aliną Makowską i Januszem Spyrą)
- Szlak kobiet Śląska Cieszyńskiego, Puńców 2014;
- Szlak kobiet Śląska Cieszyńskiego 2, Cieszyn 2016;
- Historia jednego projektu, Cieszyn 2017;
- powieść Wspomnienia Zofii, Cieszyn 2022[34].

### Artykuły w publikacjach naukowych
- Kobiety piszące. Agnieszka Pilchowa i Emilia Kołder, [w:] Ślązaczki – kobiety niezwykłe, red. D. Halmer, Zabrze 2013, s. 47–62;
- Leksykon Polaków w Republice Czeskiej i Republice Słowackiej, t. 3–4, Opole 2014 (autorka licznych biogramów).